# NGC 1242
NGC 1242 este o galaxie spirală situată în constelația Eridanul. A fost descoperită în 15 decembrie 1786 de către William Herschel. Se află la o distanță de 64,57 de megaparseci de Pământ.